# Northern-Luzon-Heroes-Hill-Nationalpark
Der Northern-Luzon-Heroes-Hill-Nationalpark liegt in der Provinz Ilocos Sur auf der Insel Luzon in den Philippinen. Der Nationalpark wurde am 9. Juli 1963 auf einer Fläche von 1314 Hektar in der Großraumgemeinden Santa und Narvacan  etabliert. Der Nationalpark liegt ca. 24 Kilometer südlich von Vigan City und kann über die Küstenstraße erreicht werden.
Der Nationalpark wurde zu Ehren der Nationalheldin Gabriela Silang eingerichtet, die während der britischen Invasion der Philippinen im Jahre 1763 einen Aufstand gegen die spanische Oberhoheit in der Ilocos-Region anführte.